# Higher Wheelton
Higher Wheelton är en by i Lancashire i England. Byn är belägen 41,7 km 
från Lancaster. Orten har 679 invånare (2016).